# Gnaphalium leucopilinum
Gnaphalium leucopilinum là một loài thực vật có hoa trong họ Cúc. Loài này được Schott & Kotschy ex Boiss. mô tả khoa học đầu tiên năm 1875.